# Pseudalsophis biserialis
La culebra del este de Galápagos (Pseudalsophis biserialis) es una especie de serpiente de la familia Lamprophiidae. Es endémica de las islas Galápagos. Es una serpiente constrictora, no venenosa y considerada como no agresiva hacia los humanos. 
Se han descrito dos subespecies: la oriental y la occidental, siendo esta última generalmente más oscura y capaz de alcanzar mayores dimensiones. La subespecie occidental está también especializada en cazar peces, mientras que ambas subespecies comparten una dieta basada en pequeños reptiles, huevos, roedores y polluelos.[cita requerida]
Las dos subespecies son:
- Pseudalsophis biserialis biserialis (Günther, 1860)
- Pseudalsophis biserialis eibli (Mertens, 1960)

La culebra de Galápagos se encuentra amenazada debido a la introducción reciente de especies alóctonas que se alimentan de sus puestas, entre las que se incluyen cerdos, cabras y gatos domésticos. Se trata de una de las tres únicas especies de serpientes que habitan las islas Galápagos, y fue descrita en 1860.
En noviembre de 2016, una secuencia de la serie documental de la BBC Planeta Tierra II en la que se mostraban culebras de Galápagos emboscando y dando caza a iguanas marinas recién nacidas se convirtió en viral.